# Магома, Жак
Жак Ллонда Магома (фр. Jacques Ilonda Maghoma; род. 23 октября 1987, Лубумбаши, Заир) — конголезский футболист, полузащитник. Выступал за сборную ДР Конго.

## Клубная карьера
Магома — воспитанник клуба английском «Тоттенхэм Хотспур». В 2009 году из-за высокой конкуренции Жак вынужден был уйти в «Бертон Альбион». 8 августа в матче против «Шрусбери Таун» он дебютировал во Второй лиге. 17 октября в поединке против «Барнета» Магома забил свой первый гол за «Бертон Альбион». Летом 2013 года Жак перешёл в «Шеффилд Уэнсдей». 3 августа в матче против «Куинз Парк Рейнджерс» он дебютировал в Чемпионшипе. 21 декабря в поединке против «Борнмута» Магома забил свой первый гол за «Шеффилд Уэнсдей».
Летом 2015 года контракт Магома закончился и игрок заключил соглашение с клубом «Бирмингем Сити». 15 августа в матче против «Бернли» он дебютировал за новую команду. 29 августа в поединке против «Милтон-Кинс Донс» Жак забил свой первый гол за «Бирмингем Сити».

## Международная карьера
В 2010 году Магома дебютировал за сборную ДР Конго. В январе 2017 года Жак принял участие в Кубке африканских наций 2017 в Габоне. На турнире он сыграл в матчах против сборных Марокко и Кот-д’Ивуара.
В 2019 году Магома принял участие в Кубке африканских наций в Египте. На турнире он принял участие в матчах против сборных Египта, Зимбабве, Мадагаскара и Уганды.